# Carpoapseudes auritocheles
Carpoapseudes auritocheles is een naaldkreeftjessoort uit de familie van de Apseudidae. De wetenschappelijke naam van de soort is voor het eerst geldig gepubliceerd in 1975 door Kudinova-Pasternak.